# Pełkowo
Pełkowo [pɛu̯ˈkɔvɔ] (deutsch Pelkshof) ist ein kleiner Ort in der polnischen Woiwodschaft Ermland-Masuren und gehört zur Gmina Mrągowo (Landgemeinde Sensburg) im Powiat Mrągowski (Kreis Sensburg).
Pełkowo liegt östlich des Ixtsees (polnisch Jezioro Juksty) in der südlichen Mitte der Woiwodschaft Ermland-Masuren, sechs Kilometer östlich der Kreisstadt Mrągowo (deutsch Sensburg).
Von Muntowo führt eine Nebenstraße nach Użranki (Königshöhe, bis 1881 Uzranken), die durch Pełkowo verläuft.
Der seinerzeit Pelkshof genannte kleine Ort bestand in seinem Ursprung lediglich aus einem kleinen Hof. Er war ein Wohnplatz der Landgemeinde Alt Muntowen, ab etwa 1928 der Landgemeinde Muntowen (polnisch Muntowo) bzw. ab 1938 der Gemeinde Muntau. So war er bis 1945 Teil des Kreises Sensburg im Regierungsbezirk Gumbinnen (ab 1905: Regierungsbezirk Allenstein) in der preußischen Provinz Ostpreußen. Im Jahre 1885 zählte Pelkshof 20, im Jahre 1898 noch 19 Einwohner.
Seit 1945 gehört der Ort zu Polen und trägt die polnische Namensform „Pełkowo“. Er ist in das Dorf Muntowo integriert und somit eine Ortschaft im Verbund der Gmina Mrągowo (Landgemeinde Sensburg) im Powiat Mrągowski (Kreis Sensburg), bis 1998 der Woiwodschaft Olsztyn (Allenstein), seither der Woiwodschaft Ermland-Masuren zugehörig.
Kirchlich war und ist Pelkshof (jetzt: Pełkowo) nach Mrągowo (Sensburg) orientiert und heute in die evangelische Pfarrkirche in der Diözese Masuren der Evangelisch-Augsburgischen Kirche in Polen bzw. der katholischen Pfarrkirche im Erzbistum Ermland der polnischen katholischen Kirche eingegliedert.